# Velvet (cântăreață)
Jenny Marielle Pettersson (n. 5 noiembrie 1975 în Helsingborg, Suedia), cunoscută sub numele de scenă Velvet este o cântăreață suedeză de muzică pop, dance. A lansat două albume și opt discuri single care s-au clasat pe primele douăzeci de poziții ale Swedish Singles Chart. În România este cunoscută pentru melodia Chemistry, care s-a clasat pe locul trei în clasamentul Romanian Top 20.

## Discografie

### Albumuri
| An   | Album     | Sweden | Norway | Poland |
| An   | Album     | Peak   | Peak   | Peak   |
| ---- | --------- | ------ | ------ | ------ |
| 2006 | Finally   | 46     | –      | –      |
| 2009 | The Queen | 33     | 17     | 59     |

### Single-uri
| An   | Titlu                               | Album          | Poziții | Poziții | Poziții | Poziții | Poziții | Poziții      | Poziții |
| An   | Titlu                               | Album          | SWE     | FIN     | PT      | RUS     | ROM     | US Hot Dance |         |
| ---- | ----------------------------------- | -------------- | ------- | ------- | ------- | ------- | ------- | ------------ | ------- |
| 2005 | "Rock Down To (Electric Avenue)"    | Finally        | 6       | —       | 19      | 6       | —       | —            |         |
| 2006 | "Don’t Stop Moving"                 | Finally        | 8       | —       | —       | 46      | —       | —            |         |
| 2006 | "Mi Amore"                          | Finally        | 5       | —       | —       | 6       | —       | —            |         |
| 2007 | "Fix Me"                            | The Queen      | 7       | —       | —       | 132     | —       | 14           |         |
| 2007 | "Chemistry"                         | The Queen      | 8       | 6       | —       | —       | 3       | —            |         |
| 2008 | "Déjà Vu"                           | The Queen      | 2       | —       | —       | —       | —       | —            |         |
| 2008 | "Take My Body Close"                | The Queen      | 8       | —       | —       | —       | —       | —            |         |
| 2009 | "The Queen"                         | The Queen      | 13      | —       | —       | —       | —       | —            |         |
| 2009 | "Come Into the Night"               | The Queen      | 44      | —       | —       | —       | —       | —            |         |
| 2010 | "Victorious" (with Linda Bengtzing) | Digital single | 15      | —       | —       | —       | —       | —            |         |
| 2010 | "My Destiny"                        | The Queen      | 43      | —       | —       | —       | —       | —            |         |
| 2011 | "Love Struck"                       | —              | —       | —       | —       | —       | —       | —            |         |